# Begonia pelargoniiflora
Espèce
Statut de conservation UICN

 EN B1ab(iii)+2ab(iii) : En danger
Begonia pelargoniiflora J.J.de Wilde & J.C.Arends est une espèce de plantes de la famille des Begoniaceae, de la section Tetraphila, endémique de la ligne montagneuse du Cameroun.
Elle a été décrite en 1991 par Jan Jacobus Friedrich Egmond de Wilde et Johan Coenraad Arends.

## Description
C'est une herbe épiphyte pouvant atteindre 20 cm de hauteur.

## Répartition géographique
L'holotype a été récolté en mars 1976 par René Letouzey sur le versant occidental du mont Nlonako, à 5 km au sud-est de Nkongsamba, dans la Région du Littoral.
Outre cette première localisation, l'espèce a également été observée au monts Bakossi au sud-ouest du Cameroun et sur un site en Guinée équatoriale sur l'île de Bioko.
Menacée par la déforestation, elle est considérée comme une « espèce en danger ».